# Dzud

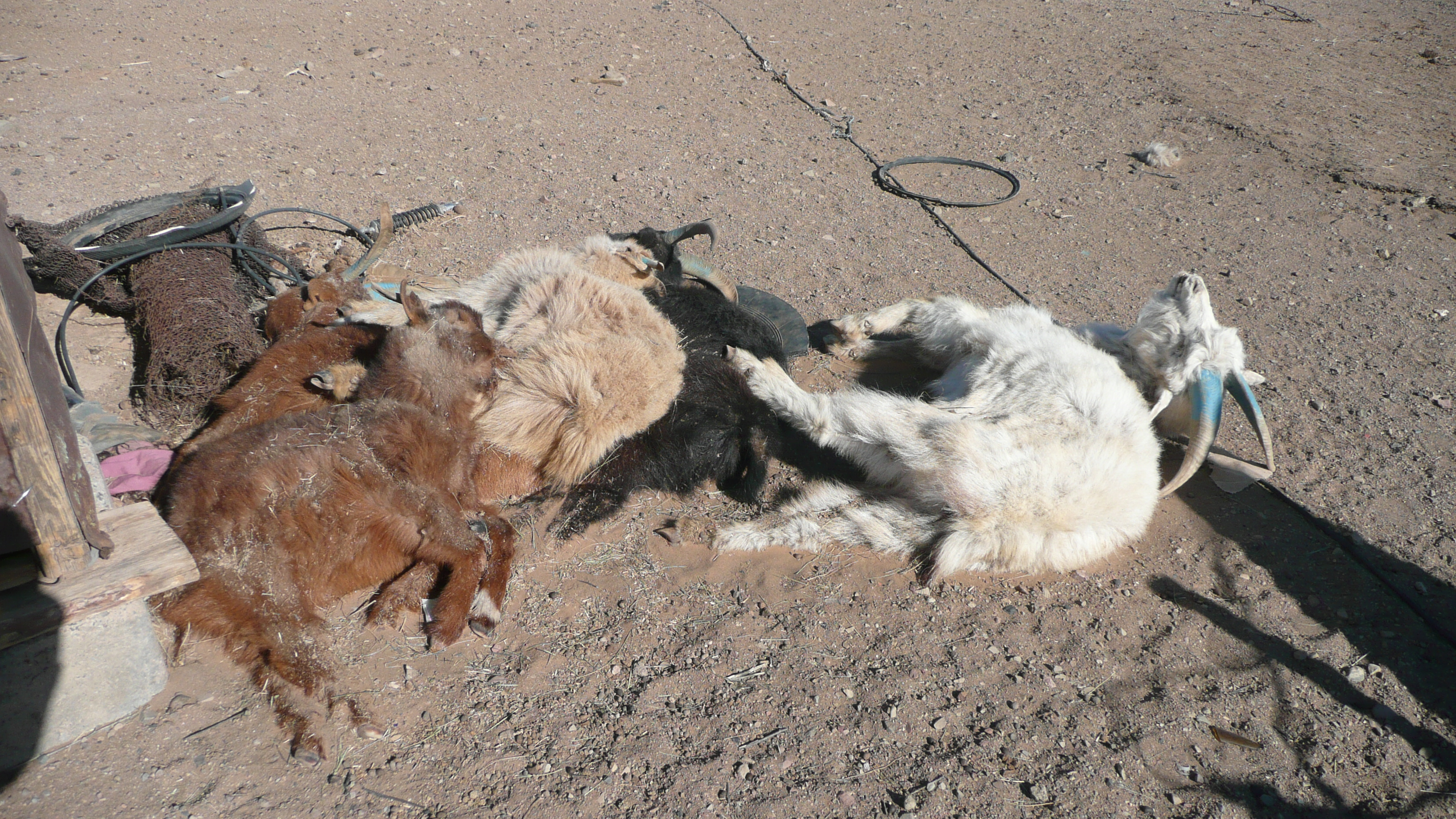
Kozy padłe na pustyni Gobi w efekcie czarnego dzud

Dzud (mong. зуд, kaz. жұт, żut, kirg. жут, dżut) – w Mongolii i niektórych stepowych krajach Azji Centralnej określenie klęski żywiołowej związanej z anomalią klimatyczną podczas chłodnej pory roku, prowadzącej do masowego padania zwierząt hodowlanych.
Przeważnie występuje dzud biały (cagaan dzud), który polega na niezwykle obfitym opadzie śniegu, tworzącym pokrywę uniemożliwiającą zwierzętom dokopanie się do trawy. Tego rodzaju dzud odpowiada za największe padnięcia zwierząt. Podobny efekt powoduje dzud żelazny (szklany), przy czym w tym przypadku brak dostępu do traw wynika z ich pokrycia twardą i grubą warstwą lodu. Ma miejsce zazwyczaj jesienią lub wiosną. Czarny dzud (char dzud) zachodzi, gdy po letniej suszy przychodzi bezśnieżna zima.
Według danych z publikacji z lat 80. XX w. biały dzud z największą częstotliwością występował w Mongolii na pustyni Gobi (3-5 razy w ciągu dekady), w strefie stepowej i leśno-stepowej 3-4 razy na dekadę, a w strefie tajgi – 2-3 razy/dekadę.
Poza Mongolią dzut (żut, dżut) występuje też w Kazachstanie, Kirgistanie, Tadżykistanie, Turkmenistanie oraz w Uzbekistanie.